# 格倫維爾 (密西西比州)
格倫維爾（英語：Glenville）是位於美國密西西比州帕諾拉縣的非建制地區。

## 歷史
格倫維爾的郵局於1871年設立，其後於1909年停運。

## 地理
格倫維爾所處的海拔為高於海平面140米（即459英呎），而該地所採用的時區為UTC-6，即北美中部時區（CST）。同時該地設有夏令時間，為UTC-6調快一小時，即UTC-5（CDT）。